# Tour du Qatar 2016
La 15e édition du Tour du Qatar a eu lieu du 8 au 12 février 2016. La course fait partie du calendrier UCI Asia Tour 2016 en catégorie 2.HC.
L'épreuve a été remportée par le Britannique Mark Cavendish (Dimension Data), vainqueur de la première étape, qui s'impose cinq secondes devant le Norvégien Alexander Kristoff (Katusha), lauréat des deuxième, quatrième et cinquième étapes, et huit secondes devant le Belge Greg Van Avermaet (BMC Racing).
Alexander Kristoff s’adjuge le classement par points tandis que le Danois Søren Kragh Andersen (Giant-Alpecin) finit meilleur jeune et que la formation américaine BMC Racing gagne le classement par équipes.

## Présentation

### Parcours
L'épreuve comprend cinq étapes, soit une de moins que les éditions de la course depuis 2007. Après une première étape longue de 176 km et qui traverse la péninsule d'ouest en est, les coureurs auront l'occasion de parcourir lors de la deuxième étape les routes de la course en ligne des prochains mondiaux, avec une première boucle de 80 km et trois tours de circuit sur l'archipel d'îles artificielles The Pearl. Un contre-la-montre individuel de 11 km lors de la troisième étape est ensuite programmé. Le lendemain, aura lieu l'étape la plus longue de l'épreuve avec 189 km et qui comprend de nombreux changements de directions et qui représentent autant d'occasions de risque de bordures. La course se termine avec une dernière étape par l'habituel circuit autour de la corniche de Doha.

### Équipes
Classé en catégorie 2.HC de l'UCI Asia Tour, le Tour du Qatar est par conséquent ouvert aux WorldTeams dans la limite de 65 % des équipes participantes, aux équipes continentales professionnelles, aux équipes continentales et aux équipes nationales.
La formation belge Etixx-Quick Step, pourtant vainqueur des quatre dernières éditions, n'est pas invitée pour « un problème de discipline » lié aux podiums protocolaires et « des problèmes à l'hôtel ».
Dix-huit équipes participent à ce Tour du Qatar - huit WorldTeams, neuf équipes continentales professionnelles et une équipe continentale :
| UCI WorldTeams   | UCI WorldTeams | UCI WorldTeams |
| Nom de l'équipe  | Pays           | Code           |
| ---------------- | -------------- | -------------- |
| AG2R La Mondiale | France         | ALM            |
| Astana           | Kazakhstan     | AST            |
| BMC Racing       | États-Unis     | BMC            |
| Dimension Data   | Afrique du Sud | DDD            |
| Giant-Alpecin    | Allemagne      | TGA            |
| Katusha          | Russie         | KAT            |
| Lampre-Merida    | Italie         | LAM            |
| Lotto NL-Jumbo   | Pays-Bas       | TLJ            |

| Équipes continentales professionnelles | Équipes continentales professionnelles | Équipes continentales professionnelles |
| Nom de l'équipe                        | Pays                                   | Code                                   |
| -------------------------------------- | -------------------------------------- | -------------------------------------- |
| Bora-Argon 18                          | Allemagne                              | BOA                                    |
| CCC Sprandi Polkowice                  | Pologne                                | CCC                                    |
| Drapac                                 | Australie                              | DPC                                    |
| Fortuneo-Vital Concept                 | France                                 | FVC                                    |
| Roompot-Oranje Peloton                 | Pays-Bas                               | ROP                                    |
| Stölting Service Group                 | Allemagne                              | SSG                                    |
| Topsport Vlaanderen-Baloise            | Belgique                               | TSV                                    |
| UnitedHealthcare                       | États-Unis                             | UHC                                    |
| Wanty-Groupe Gobert                    | Belgique                               | WGG                                    |

| Équipe continentale        | Équipe continentale | Équipe continentale |
| Nom de l'équipe            | Pays                | Code                |
| -------------------------- | ------------------- | ------------------- |
| Skydive Dubai-Al Ahli Club | Émirats arabes unis | SKD                 |

### Favoris
Les spécialistes du contre-la-montre et ceux des classiques sont présents pour la victoire final avec les Belges Greg Van Avermaet (BMC Racing) et Johan Vansummeren (AG2R La Mondiale), le Norvégien Edvald Boasson Hagen (Dimension Data), le Néerlandais Lars Boom (Astana), l'Italien Marco Marcato (Wanty-Groupe Gobert) et le Français Damien Gaudin (AG2R La Mondiale),.
Le Britannique Mark Cavendish (Dimension Data), vainqueur en 2013, et le Norvégien Alexander Kristoff (Katusha), triple vainqueur d'étape l'année précédente, sont les deux grands favoris pour les sprints. Leurs principaux concurrents sont les Italiens Andrea Guardini (Astana) et Sacha Modolo (Lampre-Merida), le Néerlandais Moreno Hofland (Lotto NL-Jumbo) et l'Irlandais Sam Bennett (Bora-Argon 18). Le duo composé du Biélorusse Yauheni Hutarovich et du Français Steven Tronet, champion de France sur route, de l'équipe Fortuneo-Vital Concept est également à suivre.

## Étapes
| Étape     | Date    | Villes étapes               | type                        | Distance (km) | Vainqueur d'étape    | Leader du classement général |
| --------- | ------- | --------------------------- | --------------------------- | ------------- | -------------------- | ---------------------------- |
| 1re étape | 8 fév.  | Dukhan – Al-Khor            | étape de plaine             | 176           | Mark Cavendish       | Mark Cavendish               |
| 2e étape  | 9 fév.  | Doha – Doha                 | étape de plaine             | 135           | Alexander Kristoff   | Mark Cavendish               |
| 3e étape  | 10 fév. | Lusail – Lusail             | contre-la-montre individuel | 11            | Edvald Boasson Hagen | Edvald Boasson Hagen         |
| 4e étape  | 11 fév. | Zubarah – Ash Shamal        | étape de plaine             | 189           | Alexander Kristoff   | Mark Cavendish               |
| 5e étape  | 12 fév. | Sealine Beach Resort – Doha | étape de plaine             | 114           | Alexander Kristoff   | Mark Cavendish               |

## Déroulement de la course

### 1reétape
Les coureurs partent de Dukhan, en direction du nord-est jusqu'à Al Jemailiya, au km 57. Ils prennent alors un virage à angle droit vers la droite en direction du sud-est. La route se poursuit ainsi jusqu'à la zone de ravitaillement qui a lieu au km 78. L'étape se dirige alors vers le nord. Après le premier sprint intermédiaire du km 102, s'ensuit une quinzaine de kilomètres vers le nord-est puis une trentaine vers le sud-est. Le second sprint intermédiaire au km 148 est ensuite disputé et la route continue en direction du nord-est, avant un virage à épingle. Les derniers kilomètres vont vers le sud.
| Classement de l'étape | Classement de l'étape | Classement de l'étape | Classement de l'étape  | Classement de l'étape |
|                       | Coureur               | Pays                  | Équipe                 | Temps                 |
| --------------------- | --------------------- | --------------------- | ---------------------- | --------------------- |
| 1er                   | Mark Cavendish        | Royaume-Uni           | Dimension Data         | en 3 h 28 min 46 s    |
| 2e                    | Sacha Modolo          | Italie                | Lampre-Merida          | m.t                   |
| 3e                    | Andrea Guardini       | Italie                | Astana                 | m.t                   |
| 4e                    | Sam Bennett           | Irlande               | Bora-Argon 18          | m.t                   |
| 5e                    | Alexander Kristoff    | Norvège               | Katusha                | m.t                   |
| 6e                    | Edvald Boasson Hagen  | Norvège               | Dimension Data         | m.t                   |
| 7e                    | Greg Van Avermaet     | Belgique              | BMC Racing             | m.t                   |
| 8e                    | Manuel Quinziato      | Italie                | BMC Racing             | m.t                   |
| 9e                    | Arnaud Gérard         | France                | Fortuneo-Vital Concept | m.t                   |
| 10e                   | Søren Kragh Andersen  | Danemark              | Giant-Alpecin          | m.t                   |
| modifier              |                       |                       |                        |                       |

| Classement général | Classement général     | Classement général | Classement général     | Classement général |
|                    | Coureur                | Pays               | Équipe                 | Temps              |
| ------------------ | ---------------------- | ------------------ | ---------------------- | ------------------ |
| 1er                | Mark Cavendish         | Royaume-Uni        | Dimension Data         | en 3 h 28 min 31 s |
| 2e                 | Sacha Modolo           | Italie             | Lampre-Merida          | + 8 s              |
| 3e                 | Andrea Guardini        | Italie             | Astana                 | + 11 s             |
| 4e                 | Alexander Kristoff     | Norvège            | Katusha                | + 12 s             |
| 5e                 | Viatcheslav Kouznetsov | Russie             | Katusha                | + 13 s             |
| 6e                 | Greg Van Avermaet      | Belgique           | BMC Racing             | + 14 s             |
| 7e                 | Sam Bennett            | Irlande            | Bora-Argon 18          | + 15 s             |
| 8e                 | Edvald Boasson Hagen   | Norvège            | Dimension Data         | + 15 s             |
| 9e                 | Manuel Quinziato       | Italie             | BMC Racing             | + 15 s             |
| 10e                | Arnaud Gérard          | France             | Fortuneo-Vital Concept | + 15 s             |
| modifier           |                        |                    |                        |                    |

### 2eétape
La première partie de l'étape est une boucle de 69 km, en passant par le premier sprint sprint intermédiaire au km 39. Quatre kilomètres plus loin, les coureurs disputent le second sprint intermédiaire, au passage sur la ligne d'arrivée de la course en ligne des prochains mondiaux. Trois tours de circuit sur l'archipel d'îles artificielles The Pearl sont programmés, avant 7 km jusqu'à la ligne d'arrivée devant l'université du Qatar.
| Classement de l'étape | Classement de l'étape  | Classement de l'étape | Classement de l'étape      | Classement de l'étape |
|                       | Coureur                | Pays                  | Équipe                     | Temps                 |
| --------------------- | ---------------------- | --------------------- | -------------------------- | --------------------- |
| 1er                   | Alexander Kristoff     | Norvège               | Katusha                    | en 3 h 11 min 26 s    |
| 2e                    | Mark Cavendish         | Royaume-Uni           | Dimension Data             | m.t                   |
| 3e                    | Roy Jans               | Belgique              | Wanty-Groupe Gobert        | m.t                   |
| 4e                    | Greg Van Avermaet      | Belgique              | BMC Racing                 | m.t                   |
| 5e                    | Edvald Boasson Hagen   | Norvège               | Dimension Data             | m.t                   |
| 6e                    | Andrea Palini          | Italie                | Skydive Dubai-Al Ahli Club | m.t                   |
| 7e                    | Sacha Modolo           | Italie                | Lampre-Merida              | m.t                   |
| 8e                    | André Looij            | Pays-Bas              | Roompot-Oranje Peloton     | m.t                   |
| 9e                    | Tomasz Kiendyś         | Pologne               | CCC Sprandi Polkowice      | m.t                   |
| 10e                   | Viatcheslav Kouznetsov | Russie                | Katusha                    | m.t                   |
| modifier              |                        |                       |                            |                       |

| Classement général | Classement général     | Classement général | Classement général     | Classement général |
|                    | Coureur                | Pays               | Équipe                 | Temps              |
| ------------------ | ---------------------- | ------------------ | ---------------------- | ------------------ |
| 1er                | Mark Cavendish         | Royaume-Uni        | Dimension Data         | en 6 h 39 min 51 s |
| 2e                 | Alexander Kristoff     | Norvège            | Katusha                | + 5 s              |
| 3e                 | Sacha Modolo           | Italie             | Lampre-Merida          | + 14 s             |
| 4e                 | Andrea Guardini        | Italie             | Astana                 | + 17 s             |
| 5e                 | Edvald Boasson Hagen   | Norvège            | Dimension Data         | + 18 s             |
| 6e                 | Viatcheslav Kouznetsov | Russie             | Katusha                | + 18 s             |
| 7e                 | Greg Van Avermaet      | Belgique           | BMC Racing             | + 20 s             |
| 8e                 | Arnaud Gérard          | France             | Fortuneo-Vital Concept | + 21 s             |
| 9e                 | Sven Erik Bystrøm      | Norvège            | Katusha                | + 21 s             |
| 10e                | Manuel Quinziato       | Italie             | BMC Racing             | + 21 s             |
| modifier           |                        |                    |                        |                    |

### 3eétape
| Classement de l'étape | Classement de l'étape | Classement de l'étape | Classement de l'étape | Classement de l'étape |
|                       | Coureur               | Pays                  | Équipe                | Temps                 |
| --------------------- | --------------------- | --------------------- | --------------------- | --------------------- |
| 1er                   | Edvald Boasson Hagen  | Norvège               | Dimension Data        | en 13 min 26 s        |
| 2e                    | Jos van Emden         | Pays-Bas              | Lotto NL-Jumbo        | + 25 s                |
| 3e                    | Manuel Quinziato      | Italie                | BMC Racing            | + 29 s                |
| 4e                    | Greg Van Avermaet     | Belgique              | BMC Racing            | + 32 s                |
| 5e                    | Dmitriy Gruzdev       | Kazakhstan            | Astana                | + 40 s                |
| 6e                    | Lieuwe Westra         | Pays-Bas              | Astana                | + 43 s                |
| 7e                    | Mark Cavendish        | Royaume-Uni           | Dimension Data        | + 44 s                |
| 8e                    | Jordan Kerby          | Australie             | Drapac                | + 44 s                |
| 9e                    | Søren Kragh Andersen  | Danemark              | Giant-Alpecin         | + 45 s                |
| 10e                   | Daniel Oss            | Italie                | BMC Racing            | + 47 s                |
| modifier              |                       |                       |                       |                       |

| Classement général | Classement général     | Classement général | Classement général | Classement général |
|                    | Coureur                | Pays               | Équipe             | Temps              |
| ------------------ | ---------------------- | ------------------ | ------------------ | ------------------ |
| 1er                | Edvald Boasson Hagen   | Norvège            | Dimension Data     | en 6 h 53 min 35 s |
| 2e                 | Mark Cavendish         | Royaume-Uni        | Dimension Data     | + 26 s             |
| 3e                 | Manuel Quinziato       | Italie             | BMC Racing         | + 32 s             |
| 4e                 | Greg Van Avermaet      | Belgique           | BMC Racing         | + 34 s             |
| 5e                 | Alexander Kristoff     | Norvège            | Katusha            | + 45 s             |
| 6e                 | Søren Kragh Andersen   | Danemark           | Giant-Alpecin      | + 48 s             |
| 7e                 | Sven Erik Bystrøm      | Norvège            | Katusha            | + 1 min 2 s        |
| 8e                 | Sam Bennett            | Irlande            | Bora-Argon 18      | + 1 min 7 s        |
| 9e                 | Viatcheslav Kouznetsov | Russie             | Katusha            | + 1 min 10 s       |
| 10e                | Michael Schär          | Suisse             | BMC Racing         | + 1 min 15 s       |
| modifier           |                        |                    |                    |                    |

### 4eétape
| Classement de l'étape | Classement de l'étape  | Classement de l'étape | Classement de l'étape | Classement de l'étape |
|                       | Coureur                | Pays                  | Équipe                | Temps                 |
| --------------------- | ---------------------- | --------------------- | --------------------- | --------------------- |
| 1er                   | Alexander Kristoff     | Norvège               | Katusha               | en 3 h 57 min 12 s    |
| 2e                    | Greg Van Avermaet      | Belgique              | BMC Racing            | + 0 s                 |
| 3e                    | Jacopo Guarnieri       | Italie                | Katusha               | + 0 s                 |
| 4e                    | Sam Bennett            | Irlande               | Bora-Argon 18         | + 0 s                 |
| 5e                    | Mark Cavendish         | Royaume-Uni           | Dimension Data        | + 0 s                 |
| 6e                    | Manuel Quinziato       | Italie                | BMC Racing            | + 0 s                 |
| 7e                    | Viatcheslav Kouznetsov | Russie                | Katusha               | + 6 s                 |
| 8e                    | Søren Kragh Andersen   | Danemark              | Giant-Alpecin         | + 8 s                 |
| 9e                    | Moreno Hofland         | Pays-Bas              | Lotto NL-Jumbo        | + 9 s                 |
| 10e                   | Michael Mørkøv         | Danemark              | Katusha               | + 9 s                 |
| modifier              |                        |                       |                       |                       |

| Classement général | Classement général     | Classement général | Classement général | Classement général  |
|                    | Coureur                | Pays               | Équipe             | Temps               |
| ------------------ | ---------------------- | ------------------ | ------------------ | ------------------- |
| 1er                | Mark Cavendish         | Royaume-Uni        | Dimension Data     | en 10 h 51 min 13 s |
| 2e                 | Greg Van Avermaet      | Belgique           | BMC Racing         | + 2 s               |
| 3e                 | Manuel Quinziato       | Italie             | BMC Racing         | + 6 s               |
| 4e                 | Alexander Kristoff     | Norvège            | Katusha            | + 9 s               |
| 5e                 | Edvald Boasson Hagen   | Norvège            | Dimension Data     | + 19 s              |
| 6e                 | Søren Kragh Andersen   | Danemark           | Giant-Alpecin      | + 30 s              |
| 7e                 | Sam Bennett            | Irlande            | Bora-Argon 18      | + 41 s              |
| 8e                 | Sven Erik Bystrøm      | Norvège            | Katusha            | + 49 s              |
| 9e                 | Viatcheslav Kouznetsov | Russie             | Katusha            | + 50 s              |
| 10e                | Michael Schär          | Suisse             | BMC Racing         | + 58 s              |
| modifier           |                        |                    |                    |                     |

### 5eétape
| Classement de l'étape | Classement de l'étape | Classement de l'étape | Classement de l'étape  | Classement de l'étape |
|                       | Coureur               | Pays                  | Équipe                 | Temps                 |
| --------------------- | --------------------- | --------------------- | ---------------------- | --------------------- |
| 1er                   | Alexander Kristoff    | Norvège               | Katusha                | en 2 h 56 min 16 s    |
| 2e                    | Mark Cavendish        | Royaume-Uni           | Dimension Data         | m.t                   |
| 3e                    | Roy Jans              | Belgique              | Wanty-Groupe Gobert    | m.t                   |
| 4e                    | Yauheni Hutarovich    | Biélorussie           | Fortuneo-Vital Concept | m.t                   |
| 5e                    | Sacha Modolo          | Italie                | Lampre-Merida          | m.t                   |
| 6e                    | Sam Bennett           | Irlande               | Bora-Argon 18          | m.t                   |
| 7e                    | Moreno Hofland        | Pays-Bas              | Lotto NL-Jumbo         | m.t                   |
| 8e                    | Edvald Boasson Hagen  | Norvège               | Dimension Data         | m.t                   |
| 9e                    | André Looij           | Pays-Bas              | Roompot-Oranje Peloton | m.t                   |
| 10e                   | Marco Canola          | Italie                | UnitedHealthcare       | m.t                   |
| modifier              |                       |                       |                        |                       |

## Classements finals

### Classement général final
| Classement général final | Classement général final | Classement général final | Classement général final | Classement général final |
|                          | Coureur                  | Pays                     | Équipe                   | Temps                    |
| ------------------------ | ------------------------ | ------------------------ | ------------------------ | ------------------------ |
| 1er                      | Mark Cavendish           | Royaume-Uni              | Dimension Data           | en 13 h 47 min 23 s      |
| 2e                       | Alexander Kristoff       | Norvège                  | Katusha                  | + 5 s                    |
| 3e                       | Greg Van Avermaet        | Belgique                 | BMC Racing               | + 8 s                    |
| 4e                       | Manuel Quinziato         | Italie                   | BMC Racing               | + 12 s                   |
| 5e                       | Edvald Boasson Hagen     | Norvège                  | Dimension Data           | + 25 s                   |
| 6e                       | Søren Kragh Andersen     | Danemark                 | Giant-Alpecin            | + 36 s                   |
| 7e                       | Sam Bennett              | Irlande                  | Bora-Argon 18            | + 47 s                   |
| 8e                       | Sven Erik Bystrøm        | Norvège                  | Katusha                  | + 55 s                   |
| 9e                       | Viatcheslav Kouznetsov   | Russie                   | Katusha                  | + 56 s                   |
| 10e                      | Michael Schär            | Suisse                   | BMC Racing               | + 1 min 4 s              |
| modifier                 |                          |                          |                          |                          |

### Classements annexes
| Classement par points | Classement par points | Classement par points | Classement par points | Classement par points |
| --------------------- | --------------------- | --------------------- | --------------------- | --------------------- |
|                       | Coureur               | Pays                  | Équipe                | Point(s)              |
| 1er                   | Alexander Kristoff    | Norvège               | Katusha               | 57 points             |
| 2e                    | Mark Cavendish        | Royaume-Uni           | Dimension Data        | 54 pts                |
| 3e                    | Edvald Boasson Hagen  | Norvège               | Dimension Data        | 32 pts                |
| modifier              |                       |                       |                       |                       |

| Classement du meilleur jeune | Classement du meilleur jeune | Classement du meilleur jeune | Classement du meilleur jeune | Classement du meilleur jeune |
|                              | Coureur                      | Pays                         | Équipe                       | Temps                        |
| ---------------------------- | ---------------------------- | ---------------------------- | ---------------------------- | ---------------------------- |
| 1er                          | Søren Kragh Andersen         | Danemark                     | Giant-Alpecin                | en 13 h 47 min 59 s          |
| 2e                           | Sven Erik Bystrøm            | Norvège                      | Katusha                      | + 19 s                       |
| 3e                           | Moreno Hofland               | Pays-Bas                     | Lotto NL-Jumbo               | + 2 min 12 s                 |
| modifier                     |                              |                              |                              |                              |

| \| Classement par équipes[8] \| Classement par équipes[8] \| Classement par équipes[8] \| Classement par équipes[8] \| \| \| Équipe \| Pays \| Temps \| \| ------------------------- \| ------------------------- \| ------------------------- \| ------------------------- \| \| 1re \| BMC Racing \| États-Unis \| en 41 h 23 min 15 s \| \| 2e \| Katusha \| Russie \| + 57 s \| \| 3e \| Bora-Argon 18 \| Allemagne \| + 2 min 3 s \| \| modifier \| \| \| \| |               |            |                     |
| Classement par équipes |               |            |                     |
| | Équipe        | Pays       | Temps               |
| 1re | BMC Racing    | États-Unis | en 41 h 23 min 15 s |
| 2e | Katusha       | Russie     | + 57 s              |
| 3e | Bora-Argon 18 | Allemagne  | + 2 min 3 s         |
| modifier |               |            |                     |

### UCI Asia Tour
Ce Tour du Qatar attribue des points pour l'UCI Asia Tour 2016, y compris aux coureurs faisant partie d'une équipe ayant un label WorldTeam. De plus la course donne le même nombre de points individuellement à tous les coureurs pour le Classement mondial UCI 2016.
| Position           | 1er | 2e  | 3e  | 4e  | 5e | 6e | 7e | 8e | 9e | 10e | 11e | 12e | 13e | 14e | 15e | 16e à 30e | 31e à 40e |
| Classement général | 200 | 150 | 125 | 100 | 85 | 70 | 60 | 50 | 40 | 35  | 30  | 25  | 20  | 15  | 10  | 5         | 3         |
| Par étape          | 20  | 10  | 5   |     |    |    |    |    |    |     |     |     |     |     |     |           |           |
| Leader, par étape  | 5   |     |     |     |    |    |    |    |    |     |     |     |     |     |     |           |           |

| Cycliste               | Équipe                      | Général | Étape | Leader | Total |
| ---------------------- | --------------------------- | ------- | ----- | ------ | ----- |
| Mark Cavendish         | Dimension Data              | 200     | 40    | 15     | 255   |
| Alexander Kristoff     | Katusha                     | 150     | 60    | -      | 210   |
| Greg Van Avermaet      | BMC Racing                  | 125     | 10    | -      | 135   |
| Edvald Boasson Hagen   | Dimension Data              | 85      | 20    | 5      | 110   |
| Manuel Quinziato       | BMC Racing                  | 100     | 5     | -      | 105   |
| Søren Kragh Andersen   | Giant-Alpecin               | 70      | -     | -      | 70    |
| Sam Bennett            | Bora-Argon 18               | 60      | -     | -      | 60    |
| Sven Erik Bystrøm      | Katusha                     | 50      | -     | -      | 50    |
| Viatcheslav Kouznetsov | Katusha                     | 40      | -     | -      | 40    |
| Sacha Modolo           | Lampre-Merida               | 30      | 10    | -      | 40    |
| Michael Schär          | BMC Racing                  | 35      | -     | -      | 35    |
| Zakkari Dempster       | Bora-Argon 18               | 25      | -     | -      | 25    |
| Arnaud Gérard          | Fortuneo-Vital Concept      | 20      | -     | -      | 20    |
| Michael Mørkøv         | Katusha                     | 15      | -     | -      | 15    |
| Jos van Emden          | Lotto NL-Jumbo              | 5       | 10    | -      | 15    |
| Andrea Guardini        | Astana                      | 5       | 5     | -      | 10    |
| Jacopo Guarnieri       | Katusha                     | 5       | 5     | -      | 10    |
| Roy Jans               | Wanty-Groupe Gobert         | -       | 10    | -      | 10    |
| Rüdiger Selig          | Bora-Argon 18               | 10      | -     | -      | 10    |
| Simone Antonini        | Wanty-Groupe Gobert         | 5       | -     | -      | 5     |
| Daniel Eaton           | UnitedHealthcare            | 5       | -     | -      | 5     |
| Dmitriy Gruzdev        | Astana                      | 5       | -     | -      | 5     |
| Soufiane Haddi         | Skydive Dubai-Al Ahli Club  | 5       | -     | -      | 5     |
| Moreno Hofland         | Lotto NL-Jumbo              | 5       | -     | -      | 5     |
| Nils Politt            | Katusha                     | 5       | -     | -      | 5     |
| Scott Thwaites         | Bora-Argon 18               | 5       | -     | -      | 5     |
| Ruslan Tleubayev       | Astana                      | 5       | -     | -      | 5     |
| Sébastien Turgot       | AG2R La Mondiale            | 5       | -     | -      | 5     |
| Pieter Vanspeybrouck   | Topsport Vlaanderen-Baloise | 5       | -     | -      | 5     |
| Johan Vansummeren      | AG2R La Mondiale            | 5       | -     | -      | 5     |
| Maarten Wynants        | Lotto NL-Jumbo              | 5       | -     | -      | 5     |
| Christopher Jones      | UnitedHealthcare            | 3       | -     | -      | 3     |
| Xhuliano Kamberaj      | Skydive Dubai-Al Ahli Club  | 3       | -     | -      | 3     |
| Dmitry Kozontchuk      | Katusha                     | 3       | -     | -      | 3     |
| Marko Kump             | Lampre-Merida               | 3       | -     | -      | 3     |
| Adrian Kurek           | CCC Sprandi Polkowice       | 3       | -     | -      | 3     |
| Daniel Oss             | BMC Racing                  | 3       | -     | -      | 3     |
| Andrea Palini          | Skydive Dubai-Al Ahli Club  | 3       | -     | -      | 3     |
| Tom Stamsnijder        | Giant-Alpecin               | 3       | -     | -      | 3     |
| Jay Robert Thomson     | Dimension Data              | 3       | -     | -      | 3     |
| Steven Tronet          | Fortuneo-Vital Concept      | 3       | -     | -      | 3     |

## Évolution des classements
Le classement général, dont le leader porte le maillot or, s'établit en additionnant les temps réalisés à chaque étape, puis en ôtant d'éventuelles bonifications (10, 6 et 4 s à l'arrivée des étapes en ligne et 3, 2 et 1 s à chaque sprint intermédiaire). En cas d'égalité, les critères de départage, dans l'ordre, sont : centièmes de seconde enregistrés lors des contre-la-montre, addition des places obtenues lors de chaque étape, place obtenue lors de la dernière étape.
Le classement par points, dont le leader porte le maillot argent, est l'addition des points attribués à l'arrivée des étapes (15, 12, 9, 7 points, puis en ôtant 1 pt par place jusqu'au 10e, qui reçoit donc 1 pt) et aux sprints intermédiaires (3, 2 et 1 pts). En cas d'égalité de points, les critères de départage, dans l'ordre, sont : nombre de victoires d'étape, nombre de sprints intermédiaires, classement général.
Le classement du meilleur jeune, dont le leader porte le maillot blanc, est le classement général des coureurs nés depuis le 1er janvier 1991.
Le classement par équipes de l'étape est l'addition des trois meilleurs temps individuels de chaque équipe. En cas d'égalité, les critères de départage, dans l'ordre, sont : addition des places des trois premiers coureurs des équipes concernées, place du meilleur coureur sur l'étape. Calculer le classement par équipes revient à additionner les classements par équipes de chaque étape. En cas d'égalité, les critères de départage, dans l'ordre, sont : nombre de premières places dans le classement par équipes du jour, nombre de deuxièmes places dans le classement par équipes du jour, etc., place au classement général du meilleur coureur des équipes concernées.
| Étape              | Vainqueur            | Classement général   | Classement par points | Classement du meilleur jeune | Classement par équipes |
| ------------------ | -------------------- | -------------------- | --------------------- | ---------------------------- | ---------------------- |
| 1                  | Mark Cavendish       | Mark Cavendish       | Mark Cavendish        | Søren Kragh Andersen         | BMC Racing             |
| 2                  | Alexander Kristoff   | Mark Cavendish       | Mark Cavendish        | Sven Erik Bystrøm            | Katusha                |
| 3                  | Edvald Boasson Hagen | Edvald Boasson Hagen | Mark Cavendish        | Søren Kragh Andersen         | BMC Racing             |
| 4                  | Alexander Kristoff   | Mark Cavendish       | Alexander Kristoff    | Søren Kragh Andersen         | BMC Racing             |
| 5                  | Alexander Kristoff   | Mark Cavendish       | Alexander Kristoff    | Søren Kragh Andersen         | BMC Racing             |
| Classements finals | Classements finals   | Mark Cavendish       | Alexander Kristoff    | Søren Kragh Andersen         | BMC Racing             |

## Liste des participants
- Liste de départ complète

| Légende                                | Légende                                                                                         | Légende                         | Légende                                                                                                  |
| -------------------------------------- | ----------------------------------------------------------------------------------------------- | ------------------------------- | --- |
| Num                                    | Dossard de départ porté par le coureur sur ce Tour du Qatar                                     | Pos                             | Position finale au classement général                                                                    |
| Leader du classement général           | Indique le vainqueur du classement général                                                      | Leader du classement par points | Indique le vainqueur du classement par points                                                            |
| Leader du classement du meilleur jeune | Indique le vainqueur du classement du meilleur jeune                                            |                                 | Indique un maillot de champion national ou mondial, suivi de sa spécialité                               |
| #                                      | Indique la meilleure équipe                                                                     | NP                              | Indique un coureur qui n'a pas pris le départ d'une étape, suivi du numéro de l'étape où il s'est retiré |
| AB                                     | Indique un coureur qui n'a pas terminé une étape, suivi du numéro de l'étape où il s'est retiré | HD                              | Indique un coureur qui a terminé une étape hors des délais, suivi du numéro de l'étape                   |
| DSQ                                    | Indique un coureur qui a été disqualifié de la course, suivi du numéro de l'étape               | *                               | Indique un coureur en lice pour le classement du meilleur jeune (coureurs nés après le 1er janvier 1991) |

| Katusha KAT                         | Katusha KAT                  | Katusha KAT |
| ----------------------------------- | ---------------------------- | ----------- |
| Num                                 | Coureur                      | Pos         |
| 1                                   | Alexander Kristoff (NOR)     | 2e          |
| 2                                   | Sven Erik Bystrøm (NOR)*     | 8e          |
| 3                                   | Jacopo Guarnieri (ITA)       | 20e         |
| 4                                   | Marco Haller (AUT)* (Route)  | 92e         |
| 5                                   | Dmitry Kozontchuk (RUS)      | 32e         |
| 6                                   | Viatcheslav Kouznetsov (RUS) | 9e          |
| 7                                   | Michael Mørkøv (DEN)         | 14e         |
| 8                                   | Nils Politt (GER)*           | 22e         |
| Directeur sportif : Torsten Schmidt |                              |             |

| Dimension Data DDD                | Dimension Data DDD                     | Dimension Data DDD |
| --------------------------------- | -------------------------------------- | ------------------ |
| Num                               | Coureur                                | Pos                |
| 11                                | Mark Cavendish (GBR)                   | 1er                |
| 12                                | Edvald Boasson Hagen (NOR) (Route/Clm) | 5e                 |
| 13                                | Matthew Brammeier (IRL)                | 44e                |
| 14                                | Mekseb Debesay (ERI)*                  | 49e                |
| 15                                | Tyler Farrar (USA)                     | 59e                |
| 16                                | Youcef Reguigui (ALG)                  | 107e               |
| 17                                | Mark Renshaw (AUS)                     | 42e                |
| 18                                | Jay Robert Thomson (RSA)               | 39e                |
| Directeur sportif : Roger Hammond |                                        |                    |

| Giant-Alpecin TGA                | Giant-Alpecin TGA           | Giant-Alpecin TGA |
| -------------------------------- | --------------------------- | ----------------- |
| Num                              | Coureur                     | Pos               |
| 21                               | Søren Kragh Andersen (DEN)* | 5e                |
| 22                               | Johannes Fröhlinger (GER)   | 82e               |
| 23                               | Ji Cheng (CHN)              | 114e              |
| 24                               | Tom Stamsnijder (NED)       | 40e               |
| 25                               | Zico Waeytens (BEL)*        | 58e               |
| 26                               |                             |                   |
| 27                               |                             |                   |
| 28                               |                             |                   |
| Directeur sportif : Mattias Reck |                             |                   |

| BMC Racing # BMC                  | BMC Racing # BMC        | BMC Racing # BMC |
| --------------------------------- | ----------------------- | ---------------- |
| Num                               | Coureur                 | Pos              |
| 31                                | Greg Van Avermaet (BEL) | 3e               |
| 32                                | Tom Bohli (SUI)*        | AB-1             |
| 33                                | Jempy Drucker (NED)     | 41e              |
| 34                                | Daniel Oss (ITA)        | 34e              |
| 35                                | Manuel Quinziato (ITA)  | 4e               |
| 36                                | Joey Rosskopf (USA)     | 64e              |
| 37                                | Michael Schär (SUI)     | 10e              |
| 38                                | Rick Zabel (GER)*       | 71e              |
| Directeur sportif : Fabio Baldato |                         |                  |

| Bora-Argon 18 BOA                    | Bora-Argon 18 BOA         | Bora-Argon 18 BOA |
| ------------------------------------ | ------------------------- | ----------------- |
| Num                                  | Coureur                   | Pos               |
| 41                                   | Sam Bennett (IRL)         | 7e                |
| 42                                   | Shane Archbold (NZL)      | 85e               |
| 43                                   | Zakkari Dempster (AUS)    | 12e               |
| 44                                   | Christoph Pfingsten (GER) | 101e              |
| 45                                   | Lukas Pöstlberger (AUT)*  | 86e               |
| 46                                   | Andreas Schillinger (GER) | 100e              |
| 47                                   | Rüdiger Selig (GER)       | 15e               |
| 48                                   | Scott Thwaites (GBR)      | 23e               |
| Directeur sportif : Enrico Poitschke |                           |                   |

| Fortuneo-Vital Concept FVC            | Fortuneo-Vital Concept FVC  | Fortuneo-Vital Concept FVC |
| ------------------------------------- | --------------------------- | -------------------------- |
| Num                                   | Coureur                     | Pos                        |
| 51                                    | Steven Tronet (FRA) (Route) | 36e                        |
| 52                                    | Vegard Breen (NOR)          | 106e                       |
| 53                                    | Arnaud Gérard (FRA)         | 13e                        |
| 54                                    | Yauheni Hutarovich (BLR)    | 117e                       |
| 55                                    | Benoît Jarrier (FRA)        | 84e                        |
| 56                                    | Daniel McLay (GBR)*         | 119e                       |
| 57                                    | Pierre-Luc Périchon (FRA)   | 52e                        |
| 58                                    | Boris Vallée (BEL)*         | 57e                        |
| Directeur sportif : Sébastien Hinault |                             |                            |

| Astana AST                         | Astana AST                 | Astana AST |
| ---------------------------------- | -------------------------- | ---------- |
| Num                                | Coureur                    | Pos        |
| 61                                 | Andrea Guardini (ITA)      | 17e        |
| 62                                 | Lars Boom (NED)            | 65e        |
| 63                                 | Dmitriy Gruzdev (KAZ)      | 21e        |
| 64                                 | Dias Omirzakov (KAZ)*      | AB-1       |
| 65                                 | Gatis Smukulis (LAT) (Clm) | AB-5       |
| 66                                 | Ruslan Tleubayev (KAZ)     | 30e        |
| 67                                 | Lieuwe Westra (NED)        | 94e        |
| 68                                 | Artyom Zakharov (KAZ)*     | 76e        |
| Directeur sportif : Stefano Zanini |                            |            |

| Topsport Vlaanderen-Baloise TSV    | Topsport Vlaanderen-Baloise TSV | Topsport Vlaanderen-Baloise TSV |
| ---------------------------------- | ------------------------------- | ------------------------------- |
| Num                                | Coureur                         | Pos                             |
| 71                                 | Preben Van Hecke (BEL) (Route)  | 46e                             |
| 72                                 | Amaury Capiot (BEL)*            | 91e                             |
| 73                                 | Floris De Tier (BEL)*           | 110e                            |
| 74                                 | Tim Declercq (BEL)              | 53e                             |
| 75                                 | Stijn Steels (BEL)              | 48e                             |
| 76                                 | Jef Van Meirhaeghe (BEL)*       | 83e                             |
| 77                                 | Kenneth Van Rooy (BEL)*         | 61e                             |
| 78                                 | Pieter Vanspeybrouck (BEL)      | 26e                             |
| Directeur sportif : Hans De Clercq |                                 |                                 |

| Lotto NL-Jumbo TLJ            | Lotto NL-Jumbo TLJ     | Lotto NL-Jumbo TLJ |
| ----------------------------- | ---------------------- | ------------------ |
| Num                           | Coureur                | Pos                |
| 81                            | Moreno Hofland (NED)*  | 19e                |
| 82                            | Twan Castelijns (NED)  | 87e                |
| 83                            | Timo Roosen (NED)*     | 54e                |
| 84                            | Mike Teunissen (NED)*  | 50e                |
| 85                            | Tom Van Asbroeck (BEL) | 68e                |
| 86                            | Jos van Emden (NED)    | 16e                |
| 87                            | Robert Wagner (GER)    | 88e                |
| 88                            | Maarten Wynants (BEL)  | 18e                |
| Directeur sportif : Jan Boven |                        |                    |

| Wanty-Groupe Gobert WGG            | Wanty-Groupe Gobert WGG | Wanty-Groupe Gobert WGG |
| ---------------------------------- | ----------------------- | ----------------------- |
| Num                                | Coureur                 | Pos                     |
| 91                                 | Marco Marcato (ITA)     | 45e                     |
| 92                                 | Simone Antonini (ITA)*  | 28e                     |
| 93                                 | Kenny Dehaes (BEL)      | 113e                    |
| 94                                 | Roy Jans (BEL)          | 51e                     |
| 95                                 | Mark McNally (GBR)      | 43e                     |
| 96                                 | Danilo Napolitano (ITA) | 79e                     |
| 97                                 | Robin Stenuit (BEL)     | 118e                    |
| 98                                 | Björn Thurau (GER)      | 95e                     |
| Directeur sportif : Steven De Neef |                         |                         |

| Drapac DPC                      | Drapac DPC               | Drapac DPC |
| ------------------------------- | ------------------------ | ---------- |
| Num                             | Coureur                  | Pos        |
| 101                             | Graeme Brown (AUS)       | 97e        |
| 102                             | Brenton Jones (AUS)*     | 66e        |
| 103                             | Jordan Kerby (AUS)*      | 126e       |
| 104                             | Peter Koning (NED)       | 125e       |
| 105                             | Jason Lowndes (AUS)*     | 105e       |
| 106                             | Jens Mouris (NED)        | AB-1       |
| 107                             | Samuel Spokes (AUS)*     | 122e       |
| 108                             | Bernard Sulzberger (AUS) | 99e        |
| Directeur sportif : Keith Flory |                          |            |

| AG2R La Mondiale ALM                 | AG2R La Mondiale ALM     | AG2R La Mondiale ALM |
| ------------------------------------ | ------------------------ | -------------------- |
| Num                                  | Coureur                  | Pos                  |
| 111                                  | Johan Vansummeren (BEL)  | 25e                  |
| 112                                  | Gediminas Bagdonas (LTU) | 128e                 |
| 113                                  | Damien Gaudin (FRA)      | 104e                 |
| 114                                  | Patrick Gretsch (GER)    | 60e                  |
| 115                                  | Hugo Houle (CAN) (Clm)   | 102e                 |
| 116                                  | Sébastien Minard (FRA)   | 80e                  |
| 117                                  | Jesse Sergent (NZL)      | 121e                 |
| 118                                  | Sébastien Turgot (FRA)   | 29e                  |
| Directeur sportif : Artūras Kasputis |                          |                      |

| Roompot-Oranje Peloton ROP            | Roompot-Oranje Peloton ROP | Roompot-Oranje Peloton ROP |
| ------------------------------------- | -------------------------- | -------------------------- |
| Num                                   | Coureur                    | Pos                        |
| 121                                   | Jesper Asselman (NED)      | 89e                        |
| 122                                   | Berden de Vries (NED)      | 70e                        |
| 123                                   | Tim Kerkhof (NED)*         | 77e                        |
| 124                                   | Wesley Kreder (NED)        | 72e                        |
| 125                                   | André Looij (NED)*         | 74e                        |
| 126                                   | Barry Markus (NED)*        | NP-3                       |
| 127                                   | Ivar Slik (NED)*           | 103e                       |
| 128                                   | Brian van Goethem (NED)*   | 63e                        |
| Directeur sportif : Michel Cornelisse |                            |                            |

| Lampre-Merida LAM                    | Lampre-Merida LAM            | Lampre-Merida LAM |
| ------------------------------------ | ---------------------------- | ----------------- |
| Num                                  | Coureur                      | Pos               |
| 131                                  | Sacha Modolo (ITA)           | 11e               |
| 132                                  | Yukiya Arashiro (JPN)        | AB-5              |
| 133                                  | Davide Cimolai (ITA)         | 96e               |
| 134                                  | Mário Costa (POR)            | 116e              |
| 135                                  | Marko Kump (SLO)             | 37e               |
| 136                                  | Matej Mohorič (SLO)*         | AB-1              |
| 137                                  | Luka Pibernik (SLO)* (Route) | 69e               |
| 138                                  | Federico Zurlo (ITA)*        | AB-5              |
| Directeur sportif : Philippe Mauduit |                              |                   |

| CCC Sprandi Polkowice CCC         | CCC Sprandi Polkowice CCC | CCC Sprandi Polkowice CCC |
| --------------------------------- | ------------------------- | ------------------------- |
| Num                               | Coureur                   | Pos                       |
| 141                               | Davide Rebellin (ITA)     | 111e                      |
| 142                               | Adrian Honkisz (POL)      | 90e                       |
| 143                               | Tomasz Kiendyś (POL)      | 62e                       |
| 144                               | Adrian Kurek (POL)        | 35e                       |
| 145                               | Jarosław Marycz (POL)     | 73e                       |
| 146                               | Simone Ponzi (ITA)        | 112e                      |
| 147                               | Grzegorz Stępniak (POL)   | 78e                       |
| 148                               |                           |                           |
| Directeur sportif : Piotr Wadecki |                           |                           |

| UnitedHealthcare UHC               | UnitedHealthcare UHC         | UnitedHealthcare UHC |
| ---------------------------------- | ---------------------------- | -------------------- |
| Num                                | Coureur                      | Pos                  |
| 151                                | Marco Canola (ITA)           | 67e                  |
| 152                                | Carlos Alzate (COL)          | 55e                  |
| 153                                | Matthew Busche (USA) (Route) | 115e                 |
| 154                                | Daniel Eaton (USA)*          | 24e                  |
| 155                                | Christopher Jones (USA)      | 38e                  |
| 156                                | Luke Keough (USA)*           | 120e                 |
| 157                                | Karl Menzies (AUS)           | 124e                 |
| 158                                | Bradley White (USA)          | 123e                 |
| Directeur sportif : Michael Tamayo |                              |                      |

| Stölting Service Group SSG          | Stölting Service Group SSG       | Stölting Service Group SSG |
| ----------------------------------- | -------------------------------- | -------------------------- |
| Num                                 | Coureur                          | Pos                        |
| 161                                 | Fabian Wegmann (GER)             | 56e                        |
| 162                                 | Alexander Kamp (DEN)*            | AB-2                       |
| 163                                 | Alex Kirsch (LUX)*               | 98e                        |
| 164                                 | Thomas Koep (GER)                | AB-5                       |
| 165                                 | Christian Mager (GER)*           | 127e                       |
| 166                                 | Mads Pedersen (DEN)*             | 93e                        |
| 167                                 | Michael Reihs (DEN)              | 47e                        |
| 168                                 | Michael Carbel Svendgaard (DEN)* | 75e                        |
| Directeur sportif : Gregor Willwohl |                                  |                            |

| Skydive Dubai-Al Ahli Club SKD    | Skydive Dubai-Al Ahli Club SKD    | Skydive Dubai-Al Ahli Club SKD |
| --------------------------------- | --------------------------------- | ------------------------------ |
| Num                               | Coureur                           | Pos                            |
| 171                               | Ivan Santaromita (ITA)            | 109e                           |
| 172                               | Sultan Alhammadi (UAE)*           | AB-2                           |
| 173                               | Soufiane Haddi (MAR)* (Route/Clm) | 27e                            |
| 174                               | Maher Hasnaoui (TUN)              | 108e                           |
| 175                               | Khalid Ibrahim (UAE)*             | AB-2                           |
| 176                               | Adil Jelloul (MAR)                | 81e                            |
| 177                               | Xhuliano Kamberaj (ALB)*          | 31e                            |
| 178                               | Andrea Palini (ITA)               | 33e                            |
| Directeur sportif : Alberto Volpi |                                   |                                |